# Welchness
Welchness ist eine geröllige Landspitze, die den westlichen Ausläufer der Dundee-Insel im Archipel der Joinville-Inseln vor der Spitze der Antarktischen Halbinsel bildet. Sie markiert zudem die südwestliche Begrenzung der Petrel Cove.
Teilnehmer der Dundee Whaling Expedition (1892–1893) kartierten sie grob und gaben ihr ihren Namen. Namensgeber ist der Kapitän und Walfanggesellschafter George Welch (1814–1891) aus Dundee, dessen Jay Whale Fishing Company der Walfänger Active, eines der Schiffe der Expedition, gehört hatte.